# Ney Bernát
Ney Bernát (Pápa, 1863. április 5. – Budapest, Terézváros, 1938. április 12.) operaénekes (bariton, basszbariton) volt. Erőd Iván zeneszerző nagyapja.

## Élete
Ney Ignác és Weisz Sarolta fia. Felesége Ney Eugénia volt.
Pontos rokoni helye a Ney-családban: „Id.” Ney Dávid (1842–1905) a nagybátyja, „ifj.” Ney Dávid (1905–45) tenorista az  unokaöccse; Ney Tibor (1906–81) hegedűművész  a fia.
1882-ben lett a Nemzeti Színház, ill. 1884-től az Operaház kardalosa. Munkájával párhuzamosan 1888 és 1890 között elvégezte a Színiakadémia operaszakát.
1892-ben nevezték ki az Opera magánénekesének, s 1925-ig tagja maradt a társulatnak. Néhány nagy szerep mellett megszámlálhatatlan comprimario alakítása volt.
1896 és 1932 között kisegítő tanára volt a Zeneakadémiának.

## Szerepei
- Erkel: Hunyadi László – Gara nádor
- Puccini: Manon Lescaut – Fogadós
- Wagner: Parsifal – Telramund